# Rio de Santo Inácio
O Rio de Santo Inácio é um rio brasileiro do estado de São Paulo. Sua nascente é no município de Torre de Pedra, na localização latitude: 23º14'41" Sul e longitude: 48º17'30" Oeste, e vai desaguar no rio Paranapanema bem próximo de Paranapanema, na localização latitude: 23º18'10" Sul e longitude: 48º35'21" Oeste.[carece de fontes?]
O rio é usado como limite territorial de diversos municípios do estado.